# Luiz Alberto Dias Menezes
Luiz Alberto Dias Menezes (São Paulo, 5 de octubre de 1950 - 9 de julio de 2014) fue un geólogo, mineralogista y comerciante de minerales brasileño. Recolectó el material que sirvió para el descubirmiento de un nuevo mineral que fue bautizado en su honor como la menezesita. També contribuyó ampliamente en la mineralogía del Brasil, participando en el descubrimiento de hasta siete especies minerales.

## Biografía
Se formó como ingeniero de minas. Comenzó a trabajar en la mina de Jacupiranga en las operaciones de minería, trituración, y como ingeniero de procesos en la planta de flotación de apatita. Fue ascendiendo, en la misma empresa en la que trabajó durante 15 años, hasta ser el director de la división de ingeniería y desarrollo. En 1988 fundó la empresa Luiz Menezes Minerais y comenzó a comerciar con los minerales.
Fue fundador del Club de Ciencias de Campo Belo (Clube de Ciências Campo Belo) en 1961, y de la Asociación Brasileña de Mineralogía (Associação Brasileira de Mineralogia) en 1965. También fue director de la Asociación Brasileña de Gemmología y Mineralogía, y presidente de la Asociación de Amigos del Museo de Geociencias de USP.